# Wegwielrennen op de Paralympische Zomerspelen 2020 - Wegwedstrijd vrouwen H5
De wegwedstrijd vrouwen H5 Bij het wegwielrennen tijdens de XVIe Paralympische Zomerspelen, vond plaats op de Fuji Speedway een racecircuit in de Japanse prefectuur Shizuoka.

## Uitslag
| #      | renster            | renster | tijd    | tijd   |
| ------ | ------------------ | ------- | ------- | ------ |
| Goud   | Oksana Masters     | USA     | 2:23:39 |        |
| Zilver | Sun Bianbian       | CHN     | 2:26:50 | +3:11  |
| Brons  | Katia Aere         | ITA     | 2:28:11 | +4:32  |
| 4      | Chantal Haenen     | NED     | 2:47:25 | +23:46 |
|        | Andrea Eskau       | GER     | DNF     | DNF    |
|        | Ana Maria Vitelaru | ITA     | DNF     | DNF    |